# Râul Răstoaca Mare, Suceava
Râul Răstoaca Mare (în ucraineană Рестовка-Маре, transliterat: Restovka-Mare) este un râu ce izvorăște din Vârful Petrușca, Raionul Storojineț, Ucraina, și se varsă în Râul Ciumârnar în dreptul localității Straja. Acesta marchează hotarul istoric dintre Straja și Falcău.